# Federico Tomás Adlercreutz
Federico Tomás Adlercreutz (Gammelbacka, Finlandia, 26 de julio de 1793-Estocolmo, Suecia, 9 de noviembre de 1852) fue un militar y diplomático sueco. Sus padres fueron el general conde Carl Johan Adlercreutz y la baronesa de Stockberg. Su padre se distinguió durante la guerra ruso-sueca de 1808-1809, guerra que concluyó con la derrota de Suecia y la pérdida, a favor de Rusia, del gran ducado de Finlandia.

## Educación
El joven Adlercreutz rindió examen de oficial en la Real Academia Sueca en 1809 y entra en el regimiento de la Guardia Montada

## Cargos desempeñados
- Edecán del príncipe heredero de la Corona sueca,  el francés Jean-Baptiste Bernadotte en 1811.
- En 1820 es teniente coronel a las órdenes del coronel Mariano Montilla.
- Jefe del Primer Cuerpo de Húsares del Magdalena en 1822.
- El 17 de mayo de 1823, es ascendido a coronel y en 1826, es nombrado comandante militar de la guarnición y provincia de Santa Marta.
- En 1828 Adlercreutz recibe de Simón Bolívar el nombramiento de gobernador civil y comandante militar de la provincia de Mompós.
- Comandante de armas de Cartagena en 1830.
- Ministro plenipotenciario de Suecia para entablar relaciones con la República de Venezuela en 1839.

## Vida militar y política
Edecán a partir de 1811 del príncipe heredero de la Corona sueca,  el francés Jean-Baptiste Bernadotte, participa en las campañas del Ejército del Norte contra Napoleón (1813) y luego, en la invasión a Noruega (1814-1815) que determina la reunión de ese país con Suecia.
A finales de 1819,  acosado por deudas y por ciertos problema de faldas, resuelve pedir su retiro del Ejército sueco (en el que tenía el grado de teniente coronel) para probar fortuna en el extranjero. En este sentido, se une al cuerpo de legionarios irlandeses e ingleses que sale rumbo a Suramérica para servir a la causa independentista. 
Tras llegar a la isla de Margarita en febrero de 1820 es admitido como teniente coronel. En calidad de ayudante del Estado Mayor General bajo las órdenes del coronel Mariano Montilla, al poco tiempo tiene tiene la misión de liberar las provincias de la costa de Nueva Granada. Acompaña a Montilla hasta Santa Marta (noviembre-diciembre 1820) y tiene una destacada participación en las operaciones del sitio y toma de la plaza de Cartagena (abril-septiembre 1821).
Luego fue designado jefe del Primer Cuerpo de Húsares del Magdalena donde fue comisionado para cumplir el servicio de ingeniero jefe en la fortaleza de Cartagena de Indias (1822). Ese mismo año, manda el cuerpo de tropas encargado de la pacificación de la región de Santa Marta y es enviado a la provincia de Riohacha para ayudar a organizar la expedición hacia Maracaibo. El 17 de mayo de 1823, es ascendido a coronel y en 1826, es nombrado comandante militar de la guarnición y provincia de Santa Marta.
En marzo de 1828, acompaña de nuevo a Montilla en una serie de combates librados para reducir un movimiento subversivo en Cartagena. Tras la disolución de la Convención Nacional reunida en Ocaña (abril-junio 1828), Adlercreutz recibe de Simón Bolívar el nombramiento de gobernador civil y comandante militar de la provincia de Mompós. En 1829, al estallar la guerra entre la Gran Colombia y la República del Perú, recibe la orden de marchar con una división hacia Guayaquil, pero al recibir la noticia de que la guerra ya había terminado con la batalla de Tarqui y la derrota de los peruanos, la división regresa a Bogotá donde se disuelve. 
En septiembre de 1830, como comandante de armas de Cartagena, integra una asamblea presidida por Montilla para reconocer el gobierno encabezado en Bogotá por el general Rafael Urdaneta. A raíz de la muerte del Libertador (diciembre 1830), la situación de Adlercreutz se torna crítica. Su condición de amigo de Bolívar le impide permanecer en alguna de las secciones de la disuelta Colombia. En mayo de 1831, marcha al destierro a Jamaica. En septiembre del mismo año, un decreto del Gobierno de Bogotá lo expulsa oficialmente de Nueva Granada. 
Adlercreutz permaneció exiliado en Kingston donde se dedicó a operaciones comerciales. En 1838 regresa a Suecia, donde logra obtener el cargo de ministro plenipotenciario para entablar relaciones con la República de Venezuela (1839). En abril de 1840, negocia en Caracas con Juan José Romero, plenipotenciario venezolano, un Tratado de Amistad, Comercio y Navegación ratificado en marzo del año siguiente. Tiempo después, recibe letras patentes de cónsul general de Suecia y Noruega en Venezuela, Nueva Granada y Ecuador y luego, el nombramiento de encargado de negocios en Caracas. En este período, Adlercreutz ve con inquietud el desarrollo de la crisis surgida a raíz del atentado al Congreso en enero de 1848 y el papel desempeñado por Antonio Leocadio Guzmán, a quien tilda de «conspirador comunista». Al poco tiempo, aquejado por problemas de salud, obtiene licencia para ausentarse de Venezuela en 1849 y fija su residencia en Estocolmo, donde fallece.